# Davidson Dunton
Arnold Davidson Dunton CC (4 juillet 1912 - 7 février 1987) était un éducateur canadien et administrateur public. 

## Biographie
Il fait ses études à Lower Canada College à Montréal et à quelques universités au Canada, en France, en Grande-Bretagne et en Allemagne. De 1935 à 1937, il travaille comme journaliste au Montreal Star et à partir de 1937, en tant que rédacteur associé. En 1938, il devient rédacteur en chef du Montréal Standard. Il s'est joint à la Commission d'information en temps de guerre en 1942 et sert comme son directeur général de 1944 à 1945. À la fin de 1945, à l'âge de 33 ans, il devient le premier président à temps plein de la Société Radio-Canada. 
Pendant des controverses sur le financement et la réglementation du nouveau média de la télévision, Dunton est un défenseur actif de l'indépendance de la société et un ardent défenseur de la nécessité de financer publiquement un système de télévision. Peu de temps après la Société Radio-Canada achève son réseau d'un océan à l'autre en juillet 1958, il quitte son poste pour devenir recteur de l'Université Carleton.
En 1963, Lester Pearson, le premier ministre du Canada, le nomme comme coprésident avec André Laurendeau de la Commission royale d'enquête sur le bilinguisme et le biculturalisme, qui influence profondément le gouvernement fédéral et les politiques linguistiques. En 1972, il démissionne comme président du Carleton pour devenir directeur de l'Institut d'études canadiennes à l'Université Carleton (1973-78) et, plus tard, boursier de l'Institut.

## Honneurs et distinctions
Il était un compagnon de l'Ordre du Canada et a reçu des diplômes honorifiques de sept universités canadiennes. Le Tour Dunton à l'Université Carleton est nommé en son honneur.